# Kishida Toshiko
Kishida Toshiko (岸田 俊子?), nota anche con lo pseudonimo di Shōen (湘煙?; Kyoto, 14 gennaio 1863 – 24 maggio 1901), è stata una scrittrice e oratrice giapponese. È considerata come una delle prime femministe del periodo Meiji.
Sostenne la lotta a favore dell’uguaglianza e dei diritti delle donne, e riuscì per prima ad assumere cariche elevate fino a quel momento riservate agli uomini.

## Biografia
Kishida Toshiko nacque a Kyoto nel 1863 da una famiglia di mercanti: il padre si occupava della vendita di vestiti usati. Grazie alla madre ricevette un'educazione domestica che comprendeva non solo attività considerate prettamente femminili, come suonare il koto e realizzare composizioni floreali, ma anche un tipo di istruzione che all'epoca era riservato agli uomini: le venne insegnato a leggere e ricopiare i testi Buddhisti, assistette a rappresentazioni teatrali, imparò il cinese classico. Contribuì alla sua istruzione anche il fatto di vivere a Kyoto, considerata il centro culturale dell’epoca. All’età di 10 anni partecipò e vinse una competizione accademica sul cinese classico. Questo, unito alla sua capacità di apprendere facilmente, le valse il titolo di bambina prodigio.
Informato dei suoi risultati, il principe imperiale Arisugawa Taruhito decise di assumerla come istitutrice dell'Imperatrice Shōken nel 1879. Fu la prima donna di classe media a ricevere questo incarico. Dopo due anni di lavoro presso la corte imperiale, Kishida si ritirò per problemi di salute. Probabilmente, però non è l'unica ragione: si ritiene, infatti, che Kishida abbia lasciato la corte per contrarre un matrimonio combinato, organizzato dal padre, che però non funzionò: la coppia divorziò quasi subito. Kishida riteneva la corte "una terra incantata, lontana dalla realtà", e attraverso le notizie che leggeva, avvertiva la disparità con coloro che vivevano al di fuori di essa e che a stento riuscivano a sopravvivere. Inoltre, la corte imperiale era per lei il simbolo del sistema del concubinato, e perciò un oltraggio alle donne.
Poco dopo il suo rientro a casa, intraprese un viaggio con la madre in varie zone del Giappone. Era insolito per l’epoca che due donne viaggiassero sole. Grazie a questo viaggio Kishida entrò in contatto con il Movimento per la libertà e i diritti del popolo. Decise di aderirvi e nell'aprile del 1882 tenne il suo primo discorso in pubblico ad Osaka.
L’incidente che la rese particolarmente nota fu il suo arresto nell'ottobre del 1883 a causa del discorso Hakoiri musume (箱入娘? , letteralmente "figlia in scatola") tenutosi illegalmente, senza il permesso delle autorità. Le costò una decina giorni di prigione e una multa di cinque yen (un terzo del salario che riceveva come istitutrice imperiale). A seguito di questo arresto Kishida, anche se continuò a far parte del movimento, scelse di parteciparvi in forma meno diretta.
Dopo aver lasciato il movimento, la sua ambizione divenne quella di aprire una scuola. Nel 1886 aprì le porte di casa sua alle giovani donne per insegnare loro gli studi cinesi e calligrafia e due anni dopo insegnò presso la scuola femminile Ferris a Yokohama, aperta dalle mogli dei missionari cristiani.
Nel 1884 si convertì al Cristianesimo e l'anno successivo sposò Nakajima Nobuyuki, uno dei leader del Movimento per la libertà e i diritti del popolo, adottandone il cognome. Nel 1890 Nobuyuki venne eletto nella Camera dei rappresentanti della Dieta e in seguito diventò ambasciatore. Nel 1893 Kishida si trasferì con il marito in Italia, ma dopo 9 mesi le sue condizioni di salute costrinsero la coppia ad un rientro in Giappone. Nel 1896 Nobuyuki ricevette il titolo di danshaku (男爵? , "barone"), e Kishida divenne una baronessa (男爵夫人?, danshaku fujin, letteralmente "moglie del barone").
Kishida fu la prima ad ammalarsi di tubercolosi, ma sopravvisse al marito che morì a causa della stessa malattia nel 1899.
Anche se molto gravi, le condizioni di salute di Kishida non le impedirono di continuare a scrivere fino alla morte, giunta il 24 maggio del 1901.

## Attività politica

### Situazione della donna nel periodo Meiji
Il dibattito sui diritti delle donne iniziò nei primi anni del periodo Meiji e continuò per tutta la storia moderna del Giappone.
La più significativa discussione sull'argomento fu avviata dagli intellettuali della Sesta Società Meiji, un’accademia fondata nel 1873. Secondo questi intellettuali, elevare lo status delle donne giapponesi rappresentava un passo cruciale nella modernizzazione. Alcuni di loro sostenevano che le donne dovevano avere un ruolo maggiore nell'educazione dei figli e quindi all'interno della famiglia per le future generazioni. Da tali riflessioni nacque l'espressione Buona moglie, saggia madre (良妻賢母?, ryōsai kenbo). Questa posizione, rispetto a quella assegnata alle donne nel periodo Tokugawa, di totale estromissione dall'esercizio di ruoli educativi all'interno della famiglia, era ritenuta rivoluzionaria. Infatti per la prima volta le donne vennero riconosciute come le vere educatrici dei loro figli, e si videro assegnare una "sfera" in cui esercitare potere. Tuttavia, gli intellettuali non si spinsero oltre.

### Movimento per la libertà e i diritti del popolo
Il Movimento per la libertà e i diritti del popolo fu il primo movimento politico d'opposizione al governo. I membri che vi presero parte erano gli ex samurai esclusi da cariche politiche nel nuovo governo, i mercanti locali contrari ai sussidi che il governo elargiva alle grandi imprese e i proprietari terrieri di regioni remote che ritenevano di pagare tasse troppo alte rispetto a chi viveva in città. A loro si aggiunsero alcune donne che chiedevano una più ampia distribuzione dei diritti politici, e tra queste vi era anche Kishida Toshiko. Per due anni fece attivamente parte del movimento tenendo discorsi in varie città, con lo scopo di ottenere maggiori diritti per vari settori della popolazione. Il suo primo discorso si tenne ad Osaka nel 1882 e fu un grande successo che aumentò l’attenzione del pubblico verso il movimento. Grazie ai suoi discorsi Kishida incoraggiò le donne ad ampliare il loro orizzonte, considerando la possibilità di altre attività e occupazioni, ad esempio quelle considerate di prerogativa maschile, e le stimolò ad organizzarsi in gruppi per continuare a discutere sugli argomenti trattati da lei in pubblico. Sebbene ritenessero importante la partecipazione femminile, gli uomini del Movimento non consideravano le donne come membri alla pari, e ritenevano che il loro compito fosse quello di dedicarsi alla soddisfazione delle esigenze maschili.

### La risposta di Kishida
Kishida, usando lo pseudonimo Shōen, scrisse diversi saggi in cui prese di mira l'abitudine degli uomini di escludere le donne e la loro insensibilità nei confronti dei bisogni e delle aspirazioni femminili. Nella rivista Jiyū no tomoshibi (自由の燈? , "La luce della libertà"), e in particolare nel saggio pubblicato in dieci capitoli Dōhō shimai ni tsugu (同胞姉妹に告ぐ? , "Alle mie amate sorelle"), avviò con altre donne la sua campagna per l’emancipazione femminile. Negli articoli scritti per la rivista femminile Jogaku (女学雑誌?, jogaku zasshi), concentrò inoltre la sua attenzione sulle condizioni di vita delle donne e sull'importanza dell’istruzione, ritenuta uno strumento indispensabile per l'elevazione dello status femminile.
Gran parte del suo pensiero è espresso nel discorso Hakoiri musume, nel quale denunciò la sottomissione delle donne all'interno della famiglia e il fallimento dei genitori nel provvedere ad un’istruzione adeguata per le loro figlie. Secondo Kishida, i “veri genitori” dovrebbero aprire le porte della conoscenza e fornire gli strumenti adatti per consentire alle ragazze di gestire la loro vita. Le famiglie tenacemente attaccate al vecchio sistema fondato sulla limitazione della libertà femminile, secondo la scrittrice avrebbero dovuto rendersi conto del male inflitto alle figlie, costrette a vivere segregate all'interno di una sorta di scatola chiusa. A chi era indotto a credere che l'istruzione poteva far sorgere conflitti famigliari, Kishida rispose infine che nulla del genere sarebbe accaduto, e che anzi i rapporti famigliari sarebbero gradualmente migliorati. L'argomento di fondo era che nessuna società può considerarsi civilizzata finché non si fosse dato alle donne il posto che meritano.
Kishida dunque portava avanti la causa per le pari opportunità nell'istruzione e nell'apprendimento di materie che rendessero le donne in grado di avere una vita autonoma; richiedeva inoltre che la legge tutelasse le donne in materia di proprietà e diritto civile. Prima che ciò potesse realizzarsi, però, era necessario che gli uomini cambiassero il loro atteggiamento rispetto al ruolo delle donne nella società.

### Il discorsoHakoiri musume
Tenutosi il 12 ottobre del 1883, è l'unico discorso di cui si ha una trascrizione, realizzata da un poliziotto che era presente. A causa di questo discorso, Kishida venne arrestata, con la scusa di averlo tenuto senza il permesso delle autorità, non tanto perché in esso proponeva maggiore libertà alle donne, quanto per le metafore utilizzate che furono interpretate come una critica al governo e un'istigazione alla rivolta popolare.
Nel discorso Kishida sosteneva che le ragazze (della classe media in particolare) vivevano confinate in una sorta di "scatola" preparata loro dai genitori, anche se non intenzionalmente, che ne limitava la libertà e ne riduceva le aspirazioni al solo matrimonio. Oltre alla metafora della scatola, Kishida utilizzò quella del fiore, per indicare come le giovani donne vivessero circondate da un recinto che impediva loro di poter vedere l'esterno.
Entrambe le metafore erano utilizzate per descrivere gli errori compiuti allora dai genitori. In particolare, Kishida ne descrive tre. Il primo è quello di fornire un'istruzione di stampo confuciano, che insegnava un comportamento appropriato ad una fanciulla del periodo Tokugawa, ma non del periodo Meiji. Il secondo consisteva nell'impedire che le figlie entrassero in contatto con il mondo esterno, rinchiudendole in questa "scatola", per proteggerle, lasciandole ignare delle difficoltà che avrebbero incontrato nella vita reale. Il terzo era di non fornire alcun tipo di guida o istruzione alle proprie figlie, rifiutando ogni responsabilità nei loro confronti, aspettandosi, però, che queste obbedissero senza alcuna lamentela. Se il primo errore è il male minore, il secondo e il terzo, afferma Kishida, formeranno delle donne che, una volta madri, non saranno in grado a loro volta di migliorare la condizione dei loro figli, e quindi delle future generazioni.
A questo punto Kishida ci propone una sua idea di "scatola", senza pareti, costituita dalla terra, dal cielo e da una buona istruzione. In questo modo, la donna sarebbe stata in grado di badare a se stessa, anche nel caso di assenza di una figura maschile.

## Opere

### Storie di Prigione
Scritta durante i giorni di prigionia, Goku no kidan (獄ノ奇談?) è una raccolta di storie che narrano le vicende delle compagne di cella di Kishida prima del loro arresto, oltre che la descrizione della sua esperienza in carcere. Grazie all'opera sappiamo, per esempio, che Kishida veniva derisa per le sue maniere "regali", e per la sua incapacità di toccare il cibo.
La maggior parte delle donne incarcerate erano state arrestate per furto o per prostituzione. Alcune di loro raccontarono le loro vicende a Kishida. Una donna sessantenne narrò di essere stata arrestata per aver raccolto illegalmente della legna da ardere da una foresta. I pensieri dell'anziana signora sono rivolti al suo nipotino che non sa se riuscirà a riabbracciare. Un'altra donna, ventenne, racconta di essere scappata di casa quando aveva dodici anni e di aver vissuto da vagabonda e libera dagli obblighi famigliari e sociali. Fece ritorno a casa solo quando si ritrovò incinta, ma appena partorito decise nuovamente di fuggire. Dopo una serie di reati, venne incarcerata. La terza donna del racconto si mostrò più ostile delle altre. Non narrò molto, solo che aveva subito una serie di abusi fuori dal carcere e che anzi la prigione è stato per lei come un attimo di respiro.
Nonostante queste storie, Kishida non instaurò un legame profondo con le compagne di cella. Si limitò ad osservare e a descrivere le loro condizioni.

### Alle mie amate sorelle
Dōhō shimai ni tsugu (同胞姉妹に告ぐ?) è saggio suddiviso e pubblicato in dieci parti sul giornale Jiyū no Tomoshibi da maggio a giugno del 1884.
In questo saggio, Kishida confuta le numerose tesi che venivano invocate per giustificare il mancato riconoscimento alle donne della parità dei diritti. Tra di esse, in particolare smonta l'idea per cui uomini e donne sono diversi e quindi è naturale che godano di diritti diversi, e l'idea per cui le donne sono più deboli fisicamente e spiritualmente degli uomini e perciò è lecito che abbiano meno diritti di loro.
Kishida afferma anche che dando maggiori diritti alle donne, anche gli uomini otterranno benefici. Secondo il suo punto di vista, infatti, le donne con pochi diritti sono infelici e dipendenti dagli uomini, e questo, di conseguenza, priva anche l'uomo della gioia di una relazione basata sull'amore e non dal potere. Inoltre, accusa il genere maschile di approfittarsi dell'ignoranza delle donne per non garantire loro quei privilegi concessi agli uomini. Propone, visto che all'epoca si considerava l'Occidente come cultura civilizzata e quindi punto di riferimento, di adottare la galanteria che gli uomini occidentali rivolgevano alle donne (ad esempio non fumare in sua presenza), e infine elevarsi rispetto ad esso, concedendo loro diritti politici (che non erano concessi neanche in Occidente).
All'interno dell'opera emerge la conoscenza di Kishida della situazione delle attiviste femministe in Europa e in America, citando frammenti delle opere di Millicent Garrett Fawcett, oltre che la sua vasta istruzione, citando personaggi della letteratura non solo giapponese, ma anche cinese, europea, americana.

### Fiori tra i monti
Sankan no meika (山間の名花?) è un romanzo breve, scritto da febbraio a maggio del 1889 (quindi sei anni dopo dal ritiro di Kishida dal circuito dei discorsi politici), pubblicato come una serie sul giornale Miyako no hana (都の花? , "Fiori della capitale").
I protagonisti sono Yoshiko Takazono e suo marito Kan'ichi, entrambi ex membri del Movimento per la libertà e i diritti del popolo. Sono entrati a far parte della società elitaria comprendente ufficiali del governo, avvocati, imprenditori. Tuttavia, non si sentono completamente parte di questa, in quanto provano il desiderio di una società più libera. Perciò sacrificheranno la loro pace domestica per inseguire i loro ideali politici: Kan'ichi andrà in giro per il Paese a raccogliere supporto popolare per riformare il governo, mentre Yoshiko darà il suo supporto a delle sue ex studentesse nell'aiutare degli studenti, membri del Movimento per la Libertà e i Diritti del Popolo, arrestati ingiustamente.
Oltre alle vicende della coppia, l'autrice ci presenta altri personaggi, che diventano rappresentanti di alcune categorie sociali presenti nel periodo Meiji: Tamotsu Oyū, una bellissima donna, ex geisha, che ha elevato il suo status sposando un uomo benestante; Kinoshita Otsuta, una donna diplomatasi in una scuola per diventare insegnante, una delle poche istituzioni per l'istruzione delle donne; il marito di Oyū, Tamotsu, appartenente ad una famiglia di ex samurai, uomo influente del governo Meiji, è descritto come pigro con l'unico scopo di proteggere i suoi interessi; Kinoshita Kurasa, marito di Otsuta, è un avvocato. Egli rappresenta il lato oscuro della nuova era, ovvero coloro che sono rimasti delusi dalla Restaurazione Meiji.
L'opera non solo affronta i problemi politici delle donne nell'arco tra il 1880 e il 1890, ma tenta di coltivare una visione di collettività femminile (come le ex studentesse che si rivolgono a Yoshiko). Attraverso di essa e la figura di Yoshiko (con la quale troviamo punti in comune con la vita dell'autrice), Kishida si rivolge a due tipi di pubblico: alle donne che potrebbero trovare ispirazione nelle azioni dei personaggi femminili, e agli uomini facenti parte della cerchia maschilista di giornalisti, scrittori, attivisti politici.

### I diari di Shōen
Gli Shōen nikki (湘烟日記?) sono i diari personali di Kishida e coprono un periodo che va dal 13 settembre 1891 fino al 20 maggio 1901, qualche giorno prima della sua morte. Esistono solo due raccolte di sette volumi, entrambe intitolate Shōen nikki, dei sessanta quaderni scritti da lei durante la sua vita. La maggior parte è stata distrutta dopo la sua morte. I primi due volumi sono stati scritti in coincidenza con la nomina del marito Nobuyuki a membro della Dieta (1891-1892). Qui ci vengono narrati i numerosi incontri con varie personalità politiche dell'epoca. Il terzo volume è incentrato invece sui preparativi per la partenza in Italia. Sebbene fosse in programma che la coppia trascorresse cinque anni lì, dovettero tornare in Giappone a causa della tubercolosi contratta da Kishida. Il quarto volume inizia nel 1894 e vede Kishida costretta a casa dalla malattia. In quel periodo la coppia risiedeva a Yokohama, poiché Nobuyuki, insieme ad altri ex attivisti, era considerato una minaccia per l'imperatore e perciò costretti a vivere a 12 chilometri dalla residenza imperiale.
Il quinto volume copre i mesi autunnali del 1896 che vede la nomina di Nobuyuki come membro dell'aristocrazia. Questo è anche l'anno in cui inizia a soffrire della stessa malattia della moglie. I due ultimi volumi narrano rispettivamente del 1900 e del 1901: Nobuyuki è morto, mentre Kishida, malata, è sotto le cure della madre, fino a quando non spirò.
La narrazione di questi diari è concentrata sulle attività domestiche, ma non isolata al mondo privato dell'autrice e della sua famiglia.
In questi diari il ruolo di Kishida come moglie di Nobuyuki coesisteva con le sue esperienze come ex oratrice, insegnante, studiosa, scrittrice.